# László Klinga
László Klinga (ur. 9 lipca 1947 w Mosonszentpéter) – węgierski zapaśnik walczący w stylu wolnym. Brązowy medalista olimpijski z Monachium 1972 i szesnasty w Montrealu 1976. Walczył w kategorii 57 kg.
Piąty na mistrzostwach świata w 1974. Wicemistrz Europy w 1973 i 1976 roku.
- Turniej w Monachium 1972

Wygrał z Arturo Tanaquinem z Filipin, Kazımem Yıldırımem z Turcji, Iwanem Kuleszowem z ZSRR i Ramezanem Chederem z Iranu, a przegrał z Megdijnem Chojlogdordżem z Mongolii i Rickiem Sandersem ze Stanów Zjednoczonych.
- Turniej w Montrealu 1976

Pokonał Kubańczyka Jorge Ramosa i przegrał z Hansem Brüchertem z NRD  i  Megdijnem Chojlogdordżem z Mongolii.